# The Libertines
The Libertines — британская рок-группа. Была основана в 1997 году двумя друзьями Карлом Баратом и Питером Доэрти. Распалась в 2004, к моменту выхода второго альбома, из-за ссоры между ними. На данный момент Карл Барат успел поиграть в группе Dirty Pretty Things, которая распалась 1 октября 2008 года. Следующий музыкальный проект Карла, по его словам, не будет связан с The Libertines, хотя ходят многочисленные слухи по этому поводу. Пит Доэрти, в свою очередь, играет в группе Babyshambles и занимается сольной деятельностью. В 2010 году группа воссоединилась, чтобы дать несколько концертов. В 2014 году группа снова воссоединилась, дав тур по Европе, впервые за 10 лет. 

## Влияние
Сформированный впоследствии группой классический инди-рок с элементами гаражной музыки создавался Доэрти и Баратом под влиянием британских групп The Beatles, Oasis, The Clash, Sex Pistols, The Jam, The Smiths и The Damned, а также американских коллективов Velvet Underground, The Doors, Nirvana. Впоследствии видно сильное влияние панк-рока 1970-х годов, но основным стилем группы считается постпанк-ривайвл. Доэрти высказывал свои впечатления об «Oasis» еще в 1997 году в одном случайном интервью.
Переломный момент в истории группы случился в 2001 году с приездом в Великобританию культовой ныне инди-группы «The Strokes», услышав которую, Барат и Доэрти поменяли состав группы и стиль исполнения. Согласно воспоминаниям, The Libertines изначально приняли за «британских Strokes».
Мик Джонс поспособствовал созданию «гаражного» лоу-фай звучания на первых двух альбомах группы, а Ноэл Галлахер положительно отзывался о группе, рассказав, что изначально брался продюсировать третий альбом группы по просьбе Барата. Во время написания текстов Доэрти вдохновлялся поэзией Уильяма Блэйка и Эмили Дикинсон.

## История

### 1997—2001: Ранняя история
Карл Барат и Пит Доэрти впервые встретились, когда Барат учился в Брюнельском университете в Уксбридже (Uxbridge) и снимал квартиру в Ричмонде совместно со старшей сестрой Пита.
Пит и Карл забросили учёбу и переехали в квартиру в Северном Лондоне.
Они основали группу и назвали её The Strand, позднее переименовавшись в The Libertines.

### 2002—2003: Альбом «Up the Bracket»
Дебютный альбом «Up the Bracket», вышедший в 2002 году, достиг 35 места Британского чарта и был хорошо принят критиками, которые начали сравнивать The Libertines с такими группами, как The Strokes, The Hives и The Vines. Журнал NME признал их лучшей новой группой Великобритании.

### 2003: Проблемы
Проблемы были вызваны в основном тем, что Пит Доэрти употреблял тяжелые наркотики. Карл был не против, но только до того момента, пока это не стало мешать группе. Вскоре Пита отстранили от выступлений до тех пор, пока он не станет «чистым». Пит собрал новую группу Babyshambles, с которой начал выступать в разных частях страны.
В то время, как The Libertines отправились в Японию без него, Доэрти взломал квартиру Карла и вынес из неё ценные вещи. Вскоре Пита арестовали. Доэрти был приговорен к 6 месяцам тюрьмы, однако после 2-х был освобожден досрочно. На выходе его ждал Карл, который простил друга и принял обратно в группу. Их совместная фотография, сделанная в тот вечер, стала обложкой для второго альбома группы «The Libertines».

### 2003—2004: Выход второго альбома, и распад группы
Запись второго альбома «The Libertines» сопровождалась многочисленными ссорами между Карлом и Питером, иногда переходившими в драки. В итоге Доэрти покинул группу еще до выхода альбома, который достиг первой строчки британского чарта. Отыграв несколько выступлений без Пита, Карл был вынужден заявить о распаде группы.

### 2010
29 марта было объявлено, что The Libertines воссоединятся для участия в фестивалях Рединг и Лидс в 2010 году. Они будут специальными гостями хедлайнеров Arcade Fire в пятницу 27 августа на Bramham Park, Лидс и в субботу 28 августа на Little John’s Farm в Рединге. Вслед за объявлением воссоединения 31 марта группа провела пресс-конференцию в Boogaloo pub для обсуждения этого события. Позже конференция перешла в импровизированный концерт, на котором группа сыграла много своих старых песен. Также группа примет участие в музыкальном фестивале Optimus Alive 2014 в Португалии.

### 2014—2015
В апреле 2014 Доэрти заявил в интервью израильской газете о том, что группе поступило предложение вновь собраться и выступить в Гайд-парке (Лондон), на что Пит дал согласие. Новость мгновенно облетела весь мир. 25 апреля было объявлено официально о том, что The Libertines станут хэдлайнерами фестиваля BST Hyde Park 5 июля 2014, где затем группа и выступила перед аудиторией, превышающей 50 тысяч человек — самый грандиозный по масштабам концерт за всю историю группы.
Последовали концерты в Британии, выступления на летних фестивалях и полноценный тур по Европе осенью 2014. В декабре, после успешного прохождения Питом курса лечения от наркозависимости, группа подписала контракт с лейблом Virgin/EMI на выпуск третьего студийного альбома.
Летом 2015 The Libertines выступили на всех ведущих европейских фестивалях, в том числе снова, как и в 2010, стали хэдлайнерами Reading and Leeds. Третий студийный альбом под названием Anthems for Doomed Youth был выпущен 11 сентября 2015 года.

### 2024—настоящее время
The Libertines выпустили свой четвертый студийный ,  All Quiet on the Eastern Esplanade , 5 апреля 2024 года . Альбом достиг первой позиции в UK albums chart .

## Дискография

### Альбомы
- Up the Bracket (2002)
- The Libertines (2004)
- Anthems For Doomed Youth (2015)
- All Quiet on the Eastern Esplanade (2024)

### Синглы, мини-альбомы
- What a Waster (03/06/2002) #37 UK
- Up The Bracket (30/09/2002) #29 UK
- Time for Heroes ('13/01/2003) #20 UK
- Don’t Look Back into the Sun (18/08/2003) #11 UK
- I Get Along EP (только для США) (01/09/2003)
- Can’t Stand Me Now (09/08/2004) #2 UK
- What Became Of The Likely Lads (25/10/2004) #9 UK